# Roald
Roald är en tätort i Giske kommun i Møre og Romsdal fylke i västra Norge. Orten ligger på norra delen av ön Vigra, norr om Ålesunds flygplats. Den utgjorde tidigare centralort i dåvarande Vigra kommun.